# Lansford Spence
Lansford Spence (* 15. Dezember 1982 in Hanover Parish) ist ein jamaikanischer Sprinter. Er gewann bei zwei Weltmeisterschaften Bronze mit der 4-mal-400-Meter-Staffel.

## Leben
Bei den Panamerikanischen Spielen 2003 in Santo Domingo gewann er zusammen mit Michael Campbell, Sanjay Ayre und Davian Clarke den Titel in der 4-mal-400-Meter-Staffel.
Bei den Weltmeisterschaften 2005 in Helsinki gewann er eine Bronzemedaille in der Staffel. Gemeinsam mit Sanjay Ayre, Brandon Simpson und Davian Clarke musste er sich in 2:58,07 min nur den Staffeln der Vereinigten Staaten und der Bahamas geschlagen geben. Spence startete in Helsinki auch im 400-Meter-Lauf, schied jedoch im Halbfinale aus. 2006 gewann er bei den Commonwealth Games in Melbourne eine weitere Bronzemedaille mit der Staffel. Außerdem belegte er dort über 400 m den achten Platz.
2008 trat er mit der Staffel  bei den Olympischen Spielen in Peking an. Diese qualifizierte sich als insgesamt viertschnellste Mannschaft der Qualifikationsrunde für das Finale, belegte dort jedoch nur den achten und damit letzten Platz.
2009 wurde Spence bei den jamaikanischen Meisterschaften positiv auf Methylxanthin getestet und daraufhin wegen Dopings für drei Monate gesperrt. Bei den Commonwealth Games 2010 in Neu-Delhi gewann Spence in persönlicher Bestleistung von 20,49 s die Silbermedaille im 200-Meter-Lauf. Eine weitere Silbermedaille holte er in der 4-mal-100-Meter-Staffel.
Bei den Weltmeisterschaften 2011 wurde Spence im Vorlauf der jamaikanischen 4-mal-400-Meter-Bronzestaffel eingesetzt. Kurz darauf gewann er bei den Panamerikanischen Spielen die Silbermedaille über 200 m.
Lansford Spence hat bei einer Körpergröße von 1,88 m ein Wettkampfgewicht von 75 kg.

## Bestleistungen
- 200 m: 20,33 s, 26. Oktober 2011, Guadalajara
- 400 m: 44,77 s, 26. Juni 2005, Kingston